# 27580 Angelataylor
27580 Angelataylor este un asteroid din centura principală de asteroizi.

## Descriere
27580 Angelataylor este un asteroid din centura principală de asteroizi. A fost descoperit pe 24 octombrie 2000 la Socorro, New Mexico, în cadrul proiectului LINEAR. Asteroidul prezintă o orbită caracterizată de o semiaxă mare de 2,72 ua, o excentricitate de 0,10 și o înclinație de 5,3° în raport cu ecliptica.